# C.B. Dollaway
Clarence Byron ”C.B.” Dollaway, född 10 augusti 1983 i Mount Gilead, är en amerikansk MMA-utövare som sedan 2008 tävlar i organisationen Ultimate Fighting Championship.